# Schenk (Adelstitel)
Schenk oder Schenck (lateinisch pincerna), auch Mundschenk, war ursprünglich ein germanisches Hofamt und unter anderem mit der Aufsicht über die höfischen Weinkeller und Weinberge verbunden. Im Mittelalter wurden häufig Ministeriale mit diesem Amt betraut und stiegen in den Adelsstand auf. Seit dem Ende des Mittelalters war dieses Erbamt allerdings mit keiner Funktion verbunden, das als Ehrenamt oft in einer hochrangigen Adelsfamilie erblich wurde, faktisch meist aber von einem Stellvertreter ausgeübt wurde. Der Wohnsitz eines Schenken war in der Regel eine kleinere Burg mit dazugehörigem Landbesitz.

## Geschichte
Als der sächsische Herzog Heinrich I. am 12. Mai 919 in Fritzlar zum König des Ostfrankenreiches gewählt wurde, erschienen bei dem anschließenden Krönungsmahl in der Pfalz erstmals die Reichserzämter des Reiches: Erz-Marschall, Erz-Truchseß, Erz-Kämmerer und Erz-Mundschenk. Erztruchseß waren die von Waldburg, Erbschenk die Schenken von Limpurg, Erbmarschall die von Pappenheim und Erbkämmerer die von Bolanden-Falkenstein. Wie viele Ämter entwickelten sich auch diese von einem Dienstamt zu einem reinen Ehrentitel. Nur bei den Königs- und Kaiserkrönungen spielten die Ämter noch lange eine Rolle. In der Goldenen Bulle von 1356 wurden die sieben mächtigsten Fürsten des Reiches, der König von Böhmen, die Erzbischöfe von Mainz, Trier und Köln, der Pfalzgraf am Rhein, der Herzog von Sachsen und der Markgraf von Brandenburg zu Kurfürsten erhoben und die Rangordnung der Kurfürsten festgelegt. Die Reichs-Erzämter gingen nun auf die Kurfürsten über.

## Die Schenken-Familien
In der Regel leiten die Schenk-Familien ihren Namen von dem Hofamt her. Die nachfolgenden Familien führen zur Unterscheidung meist den Stammsitz oder ihre Herkunft zusätzlich hinter dem Schenken-Titel.
Das Schenkenamt der Mark Brandenburg hatten von ca. 1351 bis zu ihrem Aussterben (ca. 1615) die Familie Schenk von Lützendorf als erbliches Hofamt inne. Die von Lützendorf kamen vermutlich mit den bayerischen Markgrafen (Ludwig der Römer) in die Mark Brandenburg. Der letzte dieses Stammes war Daniel Erbschenk von Lützendorf auf Klein Schwechten/Altmark. Ab 1616 ging das Erbschenkenamt der Mark Brandenburg an die Familie von Hake (Daniels Mutter war Emerentia von Hake).
Das Adelsgeschlecht der Schenken von Stauffenberg stellte im 13. Jahrhundert die Mundschenke der Grafen von Zollern.
In Hessen existierte bis 1918 ein erbliches Schenkenamt, das die Familie Schenck zu Schweinsberg seit 1129 innehatte. Der Ehrentitel „Erbschenk in Hessen“ wird bis heute von dem Oberhaupt der Familie geführt. Bereits im Jahr 1241 wird ein Ritter namens Guntramus pincerna (Schenk) mit dem „Sigillum Pincerne de Svennesberc“ als Schenk des Grafen Berthold von Ziegenhain, seit 1249 auch Schenk der Landgräfin Sophie von Thüringen erwähnt.
In Thüringen führte Landgraf Ludwig III. die Hofämter ein. In einer landgräflichen Urkunde erscheinen am 9. Juni 1178 erstmals die vier Erzämter: Schenk (pincerna), Truchseß (dapifer), Marschall (marscalcus) und Kämmerer (camerarius).

### Liste der den Schenkentitel als Bestandteil des Familiennamens führenden Familien
- Schenck (1733 preußischer Adelsstand für Major Bernd Christian Schenck; dessen Großvater soll Güter in der Pfalz besessen, im Krieg aber verloren haben; der Vater, ein preußischer Hauptmann, habe den Adel niedergelegt)[1]
- Schenck (aus Wimpfen am Neckar, urkundlich seit 1557; Reichsadel 1775 für Wolfgang Friedrich Schenck in nassau-oranischen Diensten)[2]
- Schenck (1788 preußische Adelslegitimation mit väterlichem Wappen für Wilhelm Schenck als von Schenck, natürlicher Sohn des Obersten Wilhelm Friedrich Schenck von Flechtingen)[2]
- Schenck (1869 preußische Namens- und Wappenänderung als von Schenck für Eduard von Peucker, Fideikommissherrn auf Flechtingen)[2]
- Schenk (1764 Reichsritterstand mit Edler von für Franz Joseph Schenk, oberösterreichischer Hofkammerrat)[1]
- Schenk (Hauptmann Georg Schenk, Veteran von Aspern, wurde 1821 österreichisch geadelt)[3]
- Schenk (aus Gelnhausen in Hessen, österreichischer Adelsstand 1844 für Major Franz Schenk, Freiherrenstand 1879 für Sohn Joseph, Oberlandesgerichtspräsident)[2]
- Schenk (von Lédecz; Vettern Adolf und Adolf Schenk, aus Ungarn stammende Bankiers, 1872 bzw. 1883 österreichisch geadelt)[2]
- Schenk (aus Thüringen, 1586 in Weißensee, preußischer Adelsstand 1881 für Oberstleutnant Karl Schenk)[2]
- Schenk (österreichischer Adelsstand 1911 für Generalmajor Alfred Schenk (1863–1952), Sohn des Moriz Schenk, 1863 in Laibach, Krain)[2]
- Schenk von Ahrberg (oder Arbe), 1265–1319 urkundlich im Nordgau, zum Reichsritterkanton Altmühl gehörend[1]
- Schenk von Altenburg, 1303 bis 1322 urkundlich im Nordgau[1]
- Schenk von Alten-Murr, im 14. Jh. im Nordgau[1]
- Schenk von Anstad, erloschenes altes Tiroler Adelsgeschlecht[1]
- Schenck von Apolda → Schenken von Vargula
- Schenck von und aus der Au, auch Schenckenaw und Flügelsperg, altes bayerisches Adelsgeschlecht, 1300 bis 1426 urkundlich[1]
- Schenck von Bratfelden, altes Adelsgeschlecht im Nordgau[1]
- Schenck von Brisnitz, altes Adelsgeschlecht der Markgrafschaft Meißen, ehemals auf Brisnitz (Frauenprießnitz bei Camburg oder Prießnitz (Naumburg))[1]
- Schenk von Buren → Schenck von Landeck
- Schenck von Burgstad (Johann Schenck von Burgstad, Küchenmeister des Kurfürsten Ernst von Sachsen, erhielt 1465 von Kaiser Friedrich III. einen Wappenbrief, der später als Adelsbrief angenommen wurde; erloschen 1671)[1]
- Schenk von Castell (eines Stammes mit den Schenck von Dischingen und Schenck von Schenckenstein)[1]
- Schenken von Clingenburg, Linie der → Schenken von Limpurg, ab 1275 auf Burg Reicheneck als → Schenken von Reicheneck
- Schenck von Debertzen (Dobirschen), 1288 bis 1307 urkundliches Thüringer Adelsgeschlecht mit Sitz auf Döbritschen[1] → Schenken von Vargula
- Schenken von Erbach, Erbschenk der Kurpfalz, seit 1532 reichsgräflich
- Schenck von Flechtingen,[2] eines Stammes mit den Schenck von Dönstedt, auch Schenck von Emersleben, Schenck von Alvensleben, Schenck von Diepen, Schenck von Hasselburg,[1] Erbschenk des Stiftes Halberstadt,[4] auch (Erbkämmerer und) Erbschatzmeister der Kurmark[1][5]
- Schenk von Geyern (eines Stammes mit den Schenk von Saalbach und Schenck von Salzburg)[1]
- Schenk von Habsburg, Ministerialen der Habsburger mit Sitz auf der Habsburg
- Schenck von Hirschlach
- Schenck von Hoffstedten
- Schenck von Kaysersstuhl
- Schenck von Kevernburg → Schenken von Vargula
- Schenk von Klingenberg (auch Schenk von Prozelten) → Schenken von Clingenburg, Linie der → Schenken von Limpurg, ab 1275 auf Burg Reicheneck als → Schenken von Reicheneck
- Schenck von Korbsdorf
- Schenk von Landeck, Erbschenk der Abtei St. Gallen,[6] auch Schenck von Buren (Büren)[1]
- Schenk von Landsberg, eines Stammes mit den Schenk von Schenkendorf (von Schenckendorff)
- Schenck von Leutershausen (Lindershausen), Adelsgeschlecht im Hochstift Eichstätt
- Schenken von Limpurg, Reichserbschenk, erloschen 1714. Nebenlinien: → Schenken von Clingenburg, ab 1275 → Schenken von Reicheneck
- Schenk von Loterheim
- Schenk von Lützendorf
- Schenck von Lützenburg
- Schenck von Molau → Schenken von Vargula
- Schenck von Nebra (Nebere) → Schenken von Vargula
- Schenck von Neydeck (S. von Nydeck, S. von Nydeghen)
- Schenk von Neindorf, (S. von Neindorp, S. von Niendorp), Braunschweiger Erbschenken[1]
- Schenk von Nideggen (Neydeck, Nydeck, Nydeghen), Erbschenk von Jülich[1]
- Schenken von Osterwitz, Erbschenk von Kärnten und der Steiermark, erloschen 1415[1]
- Schenck von Quast (auch von Quast)[1]
- Schenken von Reicheneck (auch Rheineck, Reineck), ab 1275 auf Burg Reicheneck, ursprünglich → Schenken von Clingenburg, Nebenlinie der → Schenken von Limpurg, erloschen um 1412[1]
- Schenck von Riedt, altes steiermärkisches Adelsgeschlecht[1]
- Schenk von Rossberg, ursprünglich aus Tirol, dann schweizerisches und fränkisches Adelsgeschlecht[1]
- Schenck von Saalbach → Schenk von Geyern
- Schenck von Saaleck → Schenken von Vargula
- Schenck von Saltza, früher hessisches Adelsgeschlecht, um 1454 aber zum fuldischen Lehnshof gehörend[1]
- Schenk von Salzburg → Schenk von Geyern
- Schenk (von Schaffhausen)
- Schenk von Schmalegg, staufisches Ministerialengeschlecht
- Schenk von Schenkenberg, schweizerisches Uradelsgeschlecht. Albrecht I von Schenkenberg, ältester Sohn Rudolfs von Habsburg, war erster Besitzer der Burg Schenkenberg im Aargau (→Wappentafel von Meinrad Keller: Ein aufsteigender halber Adler über einem Sparren, wie es die Basler Chronik oder der Siebmacher darstellen und es am Kloster in Alpirsbach zu finden ist – vgl. dazu auch die Schenkenburg bei Schenkenzell in Württemberg). Von ihm erhielt er die Grafschaft Löwenstein und führte als Graf fortan das Wappen mit dem schreitenden Löwen auf einem Dreiberg. Die Schenken von Schenkenberg finden wir ebenfalls als Schultheiss von Brugg oder im Raum von Wien. Der aus der Schweiz stammende Tiroler Zweig auf Burg Schenkenberg bei Völs am Schlern (Südtirol) – Wappen: in Silber 3 Schrägrechtsbalken Obereck Kanne – Erbschenken im Stift Brixen, erlosch 1414[1]
- Schenckendorff (früher Schenk von Schenkendorf, eines Stammes mit den Schenk von Landsberg;[7] Niederlausitzer Uradel, der 1313 mit dem Auftreten der dominorum nobilium Othtonis et Henrici pincernarum de Schenkendorp urkundlich zuerst erscheint)[2]
- Schenck von Schenckenstein, altes freiherrliches Geschlecht in Schwaben, eines Stammes mit den Schencken von Castel[1]
- Schenk von Schmidtburg, Erbschenk von Kurtrier[1]
- Schenck zu Schweinsberg, Erbschenk von Hessen
- Schenck von Schweinespeunt (1074 gen.)[8] → Erbschenk von Lechsgemünd-Graisbach[9]
- Schenk von Siemau
- Schenk von Siemen
- Schenck von Sipf (Schipf), eines Stammes mit den Schencken von Limburg[1]
- Schenck von Springe, altes Braunschweiger Adelsgeschlecht[1]
- Schenck von Stain, im 14. Jh. im Nordgau[1]
- Schenken von Stauffenberg, Erbschenken der Grafen von Zollern
- Schenk von der Steinau, altes schlesisches Adelsgeschlecht[1]
- Schenck von Sydow, altes obersächsisches Geschlecht[1]
- Schenck von Utenbach (S. von Uttenbach)
- Schenken von Vargula (auch: Schenck von Varila), Erbschenken der Landgrafen von Thüringen, mit den Linien der Schenken von Apolda, Bedra, Dobritschen, Dornburg, Eckstädt, Frauenprießnitz, Großgöhren, Kevernburg (heute Käfernburg), Kölzen, Körbisdorf, Nebra, Molau, Reicheneck (?), Rudelsburg, Rusteberg, Saaleck, Sulza, Tautenburg, Tomschau, Trebra, Utenbach, Vesta, Vitzenburg und Wiedebach
- Schenken von Vesta (siehe auch Schenken von Vargula)
- Schenck von Warberg
- Schenck von Wartenberg (S. von Wartenburg)
- Schenk von Wartenberg, eines Stammes mit den böhmischen von Waldstein (Wallenstein), Erbschenk von Böhmen seit 1337, erloschen kurz nach 1618[1]
- Schenck von Wiedebach von Schenck von Winterstaedt (S. von Winterstetten)
- Schenk von Winterstätten, Erbschenk von Schwaben[1]
- Schenk von Würzburg

### Liste der zusätzlich den Erbschenkenstitel führenden Familien
- Arensberg, Erbschenk von Kurköln
- Althann, Reichserbschenk seit 1714
- Aufseß, Erb-Unterschenk des Erzbistums Bamberg
- Bärenfels, Erbschenk von Basel
- Bodman, Erb-Unterschenk von Kempten
- Könige von Böhmen, Erb-Oberschenk des Erzbistums Bamberg
- Broesigke, bis 1569 Erbschenk der Kurfürsten von Brandenburg
- Buseck, Erbschenk von Fulda
- Castell (Grafen), seit 1168 Erbschenk von Würzburg[10]
- Cobenzl, Erbland-Mundschenk in Krain und der Windischen Mark
- Colloredo, Oberster Erbmundschenk von Böhmen
- Cramm, Erbschenk des Hochstifts Hildesheim (1294 bis 1589, danach die Veltheim), Erbschenk des Herzogtum Braunschweig-Lüneburg (seit 1746)
- Cronberg, Erbschenk von Kurmainz
- Dietrichstein, Obrist-Erbland-Mundschenk von Kärnten
- Diez, seit 1353 Erbschenk von Kurmainz, nach ihrem Erlöschen ging die Würde an die Grafen von Nassau-Saarbrücken[11]
- Düngelen zu Dahlhausen, Erbschenk von Essen
- Gröpeling, bis 1426 Erbschenk von Bremen[12]
- Grote zu Schauen, Erbschenk im (preußischen) Fürstentum Halberstadt
- Hake, Erbschenk in der Kurmark
- Henckel von Donnersmarck, Erb-Ober-Land-Mundschenk von Schlesien[13]
- Heyden-Linden, Erblandmundschenk in Altvorpommern
- Heßberg, Erb-Unterschenk von Würzburg
- Issendorf, ab 1426 Erbschenk von Bremen[12]
- Ketelhodt, Erbschenk der gefürsteten Grafschaft Henneberg
- Kotzau, Erbschenk von Brandenburg-Culmbach-Bayreuth
- Krokow, Erbschenk von Hinterpommern
- Malsburg, Erbschenk von Corvey
- Marschalk von Ostheim, Erbschenk des Erzstiftes Mainz
- Österreich, als Graf von Tirol Erbschenk von Chur
- Pfetten, Erbschenk von Regensburg
- Preysing, Erbschenk von Bayern
- Prinzenau, Erbschenk von Freysing
- Hardegg, seit 1486 Erbmundschenk (Obrist-Erbland-Mundschenk) in Österreich unter der Enns
- Rechberg zu Hohenrechberg, Erbschenk von Ellwangen
- Schönborn, Erbschenk von Kurmainz
- Segesser von Brunegg, Erbschenk von Constanz
- Spaur, Erblandmundschenk von Tirol
- Spiegel zum Desenberg, Erbschenk von Paderborn
- Steiermark (Herzöge), Erbschenk im Erzbistum Salzburg, nachgereicht an die Grafen von Kuenburg
- Stubenberg, Obrist-Erbland-Mundschenk der Steiermark
- Thun und Hohenstein, Erbschenk der Erzstifte Trient und Brixen
- Twickel, Erbschenk im Fürstentum Münster
- Vehren, Erbschenk von Braunschweig-Lüneburg-Celle
- Veltheim, Erbschenk des Hochstifts Hildesheim (Nachfolger der Cramms)
- Wallbrunn, Erbschenk von Württemberg
- Welden, Erbschenk von Augsburg
- Wenden, Erbschenk von Braunschweig-Calenberg-Göttingen
- Weissenwolf, Erbschenk von Passau
- Westphalen, Erbschenk im Hochstift Hildesheim
- Wittenhorst-Sonsfeld, Erbschenk im Herzogtum Cleve
- Wussow, Erbschenk von Vorpommern (preußischen Anteils)
- Zinzendorf, Obrist-Erbland-Mundschenk in Österreich unter der Enns[14]